# Rúben Semedo
Rúben Afonso Borges Semedo (Amadora,  4 de abril de 1994) é um futebolista português que joga no Al-Markhiya. 
Formado no Sporting CP,  do Futebol Benfica, Rúben Semedo cumpriu a sua formação no clube de YG
Alvalade. Fez a sua estreia pela equipa principal do Sporting na edição de 2013 do Troféu Cinco Violinos num jogo de pré-época frente à Fiorentina, apontando um dos golos na vitória sobre os italianos por 3-0. Nessa época, Semedo fez apenas um jogo oficial pela equipa principal, na Taça de Portugal (contra o Alba que os Leões venceram por 8-1), fazendo 23 jogos e 1 golo pela equipa B.
Em janeiro de 2015, Rúben Semedo foi emprestado ao Reus Deportiu até ao fim da temporada. No início da temporada 2015/16, voltou a ser emprestado, desta feita ao Vitória FC. Em janeiro da mesma época, Jorge Jesus, treinador do Sporting, "resgata" Rúben Semedo ao clube de Setúbal para que este integre o plantel principal dos Leões. Semedo era um dos titulares da defesa leonina durante o que restava da temporada, ajudando o Sporting a lutar pelo título de Campeão Nacional até à última jornada, perdido para o Benfica por apenas dois pontos. Na época seguinte, aproveitando o facto de ter realizado uma boa reta final do campeonato na temporada anterior, Semedo foi quase sempre titular no Sporting, apesar das duras críticas de alguns adeptos e de algumas exibições menos conseguidas, cometendo alguns erros defensivos, o central jogou 31 partidas, sendo esporadicamente o suplente de Paulo Oliveira em alguns encontros.
Em junho de 2017, foi confirmada a sua transferência para o Villareal CF por 14 milhões de euros, com o Sporting a garantir 20% duma futura transferência do jogador.
Foi emprestado a dois clubes diferentes na época 2018-19: Huesca e Rio Ave.
No verão de 2019, foi transferido para o clube grego Olympiacos.
A 31 de Janeiro de 2022, foi anunciado o empréstimo do defesa português ao FC Porto, regressando assim a Portugal para representar o clube da cidade do Porto

## Seleção Portuguesa
Foi convocado pela primeira vez para a Seleção Portuguesa de Futebol pelo técnico Fernando Santos a 3 de outubro de 2019, para os jogos contra o Luxemburgo (11 de outubro) e contra a Ucrânia (14 de outubro), pelas eliminatórias para o Campeonato da Europa de 2020. Porém, ficou no banco de suplentes nos dois jogos.

## Denúncias criminais

### Prisão de Rúben Semedo
Rúben Semedo foi várias vezes acusado enquanto esteve em Espanha. A primeira acusação foi de um incidente ocorrido a 29 de outubro de 2017, a segunda foi de outro incidente ocorrido a 19 de novembro de 2017, e a terceira, foi apresentada a 12 de fevereiro de 2018. Por estas acusações, esteve cinco meses preso. Sobre a prisão, Rúben Semedo disse: "Chorei muitas noites na prisão e cheguei a pensar que não voltaria a jogar".

### Acusação de violação na Grécia
No mês de agosto de 2021, o jogador foi acusado por uma rapariga de 17 anos de a ter alcoolizado num bar em Oropos para a violar. Por esta razão foi emitido um mandato de detenção e o jogador foi detido em sua casa. No caso há envolvido um outro cidadão, um empresário nigeriano de 40 anos, que é procurado pela polícia grega.Semedo é suspeito do crime de violação coletiva, o internacional português negou todas as acusações e afirmou não ter feito nada e que «é tudo por dinheiro». O advogado do futebolista, Stravros Georgopoulos, disse ainda que a alegada vítima mentiu sobre a idade e disse ao jogador ter 19 anos.

### Suspeito de violência doméstica
Na madrugada de 29 de Dezembro de 2024, Semedo foi detido, por denúncia de violência doméstica, na sequência de um confronto num restaurante na Amadora, em que a namorada o teria surpreendido na companhia de outra mulher. A namorada, com quem vivia há 4 anos, queixou-se de ter sido vítima de agressões e ameaças pelo jogador, ficando posteriormente retida na residência do suspeito durante algumas horas até conseguir deslocar-se a uma esquadra da PSP, onde apresentou denúncia. A cidadã apresentava vários hematomas notórios, tendo a mesma recebido tratamento hospitalar.

O Ministério Público defendeu, perante a juíza de instrução criminal do Tribunal da Amadora, onde Semedo foi presente a 30 de Dezembro, que o suspeito “apertou o pescoço da companheira, arrastou-a pelos cabelos, desferiu-lhe bofetadas na face, insultou-a e, entre ameaças de morte, pediu a um terceiro para a levar a casa e não a deixar sair”.

Semedo acabaria por ser libertado, tendo-lhe sido aplicada a medida de Termo de Identidade e Residência (TIR), a medida de coacção de proibição de contactos com a vítima por todos os meios, e um afastamento de 150 metros. Não lhe foi retirado o passaporte, pelo que poderá regressar ao Qatar para exercer a sua actividade profissional no Al-Khor.

## Títulos
Sporting
- Supertaça Cândido de Oliveira: 2015

Olympiacos
- Campeonato Grego: 2019–20, 2020–21
- Copa da Grécia: 2019–20

Porto
- Campeonato Português: 2021–22

Al-Duhail
- Qatari Stars Cup: 2022–23